# Lagunillas (Zulia)
Lagunillas é um município da Venezuela localizado no estado de Zulia.
A capital do município é a cidade de Ciudad Ojeda.